# 当选教宗斯德望
教宗當選者德範（拉丁語：Electus Stephanus PP.；？—752年3月25日）本名不詳，是752年3月23日當選教宗的羅馬神父，為聖匝加的繼位者。其在位三天（或四天）後中風猝逝，成為歷任教宗在位最短者，因生前未及接受主教祝圣儀式，许多天主教歷史書籍因而不視他為教宗，稱下任同名教宗為德範二世。
745年，聖匝加提拔他為聖基所恭聖殿領銜堂區的樞機，該堂區後由樞機弗雷德里克（英語：Cardinal Frederick of Lorraine）接任，後者後來成為教宗德範九世。
《宗座年鑑》中提到其「繼任者」德範二世（三世）時，註釋道：「聖匝加死時，羅馬神父德範被選為新教宗，但由於他隔四天後便死亡，未及參加他的主教祝圣儀式，根據《天主教法典》此時其任職才真正生效，因此其姓名沒有登記在宗座書籍上，亦不見於其他教宗列表。」
752年到942年，共有八位名為德範的教宗（包括本條目者），但僅七位有實際統治。十世紀前教宗無統治序數，彼時附於名後的編號皆屬追認。當在名後附加編號成為慣例後，首位自號為德範者為德範九世，他一生均以「教宗德範九世（Stephanus Papa Nonus）」署明文件。
直到1975年10月1日的教會法都還視當選當下即為就任，因此本條目之德範在1961年被自《宗座年鑑》移除前，曾被編序為二世，有些作者從而把其後所有同名教宗編號增加一位，由德範二至九世被序稱為三至十世，這種編號的分歧見於《天主教百科全書》、《宗座年鑑》以及《大英百科全書》。在1996年2月22日，教宗若望保祿二世頒布的憲令（第89款）規定：「若當選者尚非主教...只有在其被祝聖為主教後，才得宣佈其當選」，方解決此類紛爭。